# Drosophila taiensis
Drosophila taiensis är en tvåvingeart som beskrevs av Kumar och Gupta 1988.

## Taxonomi och släktskap
Drosophila taiensis ingår i artgruppen Drosophila immigrans och artundergruppen Drosophila nasuta.

## Utbredning
Artens utbredningsområde är Indien.